# Pas vu, pas pris (album)
Pour les articles homonymes, voir Pas vu, pas pris.
 (avril 2020).
Albums de Christophe
Le Beau Bizarre
(1977) Clichés d'amour
(1983)
Pas vu, pas pris est le neuvième album studio de Christophe, paru en 1980.

## Listes des chansons
| No | Titre                    | Durée |
| -- | ------------------------ | ----- |
| 1. | Agitation                | 3:51  |
| 2. | Méchamment rock' n' roll | 3:27  |
| 3. | Les Tabourets du bar     | 4:25  |
| 4. | Le Fou garou             | 4:53  |
| 5. | Minuit boul'vard         | 5:02  |
| 6. | Pas vu, pas pris         | 3:16  |
| 7. | Je m'vois beau           | 4:43  |
| 8. | L'Italie                 | 4:46  |

## Single
- Agitation / Les Tabourets du bar
- L'Italie